# Зміни (роман)
«Зміни» (англ. Changes) — книга Джима Бучера в жанрі наукової фантастики та фентезі, що вийшла 6 квітня 2010 року. Вона розповідає про пригоди професійного чарівника Гаррі Дрездена, єдиного професійного чарівника сучасного Чикаго. Це дванадцята книга із серії «Файли Дрездена».
Роман дебютував під номером 1 у списку бестселерів художньої літератури в твердій обкладинці «Нью-Йорк таймс», опустившись до позиції номер 3 на другому тижні в тому ж списку.

## Короткий опис сюжету
Неприємності, як повстанці, приходять не поодинці, а цілими легіонами — і Гаррі Дрезден повинен переконатися в правоті цього вислову.
Світ захлеснула хвиля диких, неконтрольованих вбивств, вчинених вампірами, — і майже відразу ж «нічні мисливці» Червоної Колегії викрали Гарріну дочку.
Збіг? На перший погляд, у цьому важко засумніватися, адже за викраденням явно стоїть вдова вбитого Дрезденом вампіра, яка мріяла про помсту.
Але Гаррі впевнений, що таких збігів не буває.
Насправді його просто намагаються вивести з гри, щоб відволікти від чогось іншого, важливішого та небезпечнішого…

## Короткий опис змін у житті Гаррі
1. Сьюзан Родрігес розповідає, що в результаті останньої сексуальної зустрічі між нею та Гаррі народилася донька Сьюзен на ім'я Маргарет, названа на честь матері Дрездена.
2. Мак виступає з довгою промовою перед Гаррі про майбутнє Гаррі та його шлях.
3. Виявляється, що офісна будівля Гаррі належить Червоному суду вампірів, цю будівлю швидко знищує C-4.
4. Біла Рада та більшість Варденів або вражені таємничою хворобою, або заарештовані Крістосом.
5. Гаррі отримує зібрані знання матері (Маргарет Лафей) про «Шляхи».
6. Кілька друзів Гаррі шокують його, виявивши, що Моллі завжди була в нього закохана.
7. Автомобіль Гаррі, «Блакитний жук», роздавлений «Іком» у кулю з автомобілем Томаса.
8. Виявляється, що наставник Гаррі Ебенезар Маккой насправді є його дідом по материнській лінії.
9. Дубовий посох Гаррі (зроблений з дуба на фермі Маккоя) знищується разом із Жуком.
10. Квартира Гаррі та весь пансіон, де він живе, спалені дотла разом із усім його майном.
11. Гаррі частково паралізований, намагаючись врятувати своїх сусідів від вогню.
12. Гаррі приймає мантію «Зимового лицаря» від королеви Маб, щоб зцілити себе та врятувати Меґі від Червоного двору.
13. Сьюзан стає справжнім вампіром Червоного двору, коли вона вбиває Мартіна під час його розкриття роботи на Червоного Короля.
14. Гаррі вбиває Сьюзен, коли вона завершує трансформацію Червоного двору, вводячи в дію прокляття крові та знищуючи весь двір.
15. Очевидно, Мерфі втрачає роботу через постійне політичне маневрування Рудольфа.
16. Гаррі застрелений і помирає в кінці книги.

## Список персонажів
- Гаррі Дрезден: Протагоніст; професійний чарівник, приватний детектив і поліцейський консультант; а ще він є у телефонній книзі.
- Маргарет Анжеліка Мендоза: восьмирічна донька Гаррі та Сьюзен. Її виховує сім'я в Гватемалі, її викрадає Червоний двір і ледь не вбиває. Гаррі доручає Маргарет сховатися батькові Фортіллу.
- Агент Тіллі: агент ФБР, який розслідує Гаррі, не вірить Гаррі, коли він, Мерфі та Сьюзан пояснюють йому про Червоний двір, але бачить напад на будівлю ФБР у Чикаго. Гаррі називає його «Струнким».
- Доннар Ваддерунг: одноокий генеральний директор Monoc Securities, він розкривається як Одін (у минулих історіях кілька разів натякали на нього). Він вірить у передбачення, яке дозволило йому знайти місце проведення ритуалу, а також деталі. Доннар також є членом Сірої ради.
- Eebs: Естебан і Есмеральда Батіст, команда подружжя вампірів Червоного двору, яких Червоний Король використовує для вбивств. Їх роздирають на шматки гобліни після того, як Гаррі та Сьюзен довели свою правоту в бою.
- Стівен Дуглас: «Стіві Д», вбивця, найнятий Ебсом, щоб убити Дрездена.
- Аріанна Ортега: Аріанна, згадувана раніше в «Доведено винним», є вдовою Паоло Ортеги, якого вбив Ебенезар після того, як Паоло намагався вбити Гаррі. Вона дізналася про Меґі від Мартіна та викрала її, плануючи використати її як людську жертву, щоб знищити дрезденську кровну лінію. Вона також заразила штаб-квартиру Ради вірусом і покалічила багатьох чарівників. Зрештою прибуття Гаррі дало її батькові Червоному Королю шанс дати Гаррі можливість убити її в битві до смерті. Незважаючи на її впевненість, що вона виграє дуель, її зрештою переміг Гаррі, в її останніх словах тупо назвала його худобою.
- Червоний король: Голова Червоного двору. Незважаючи на надзвичайно низький зріст, Червоний Король був найстрашнішим вампіром у всьому дворі. Більше того, він також виклав подробиці Червоного двору, маючи на увазі, що всі їхні злочини можна відстежити до нього. Незважаючи на те, що він таємно допоміг Гаррі, погодившись прийняти його петицію про бій з Аріанною (відклавши жертву, щоб відбулася дуель) і вибравши зброю, яка дала б Гаррі шанс на бій, він зрештою обдурив його, коли Гаррі знищив Аріанну. Він намагався викрасти ритуал сам, щоб отримати престиж, який здобула б Аріанна, але прорахований гамбіт Мартіна, щоб Сьюзен убила його, дав Гаррі та Лі шанс знищити в’язницю, створену Володарями Зовнішньої Ночі. Тоді Гаррі здолав Червоного Короля, простромивши йому очі, підпаливши їх і розбивши праве передпліччя.